# 플러싱 메도스 코로나 파크

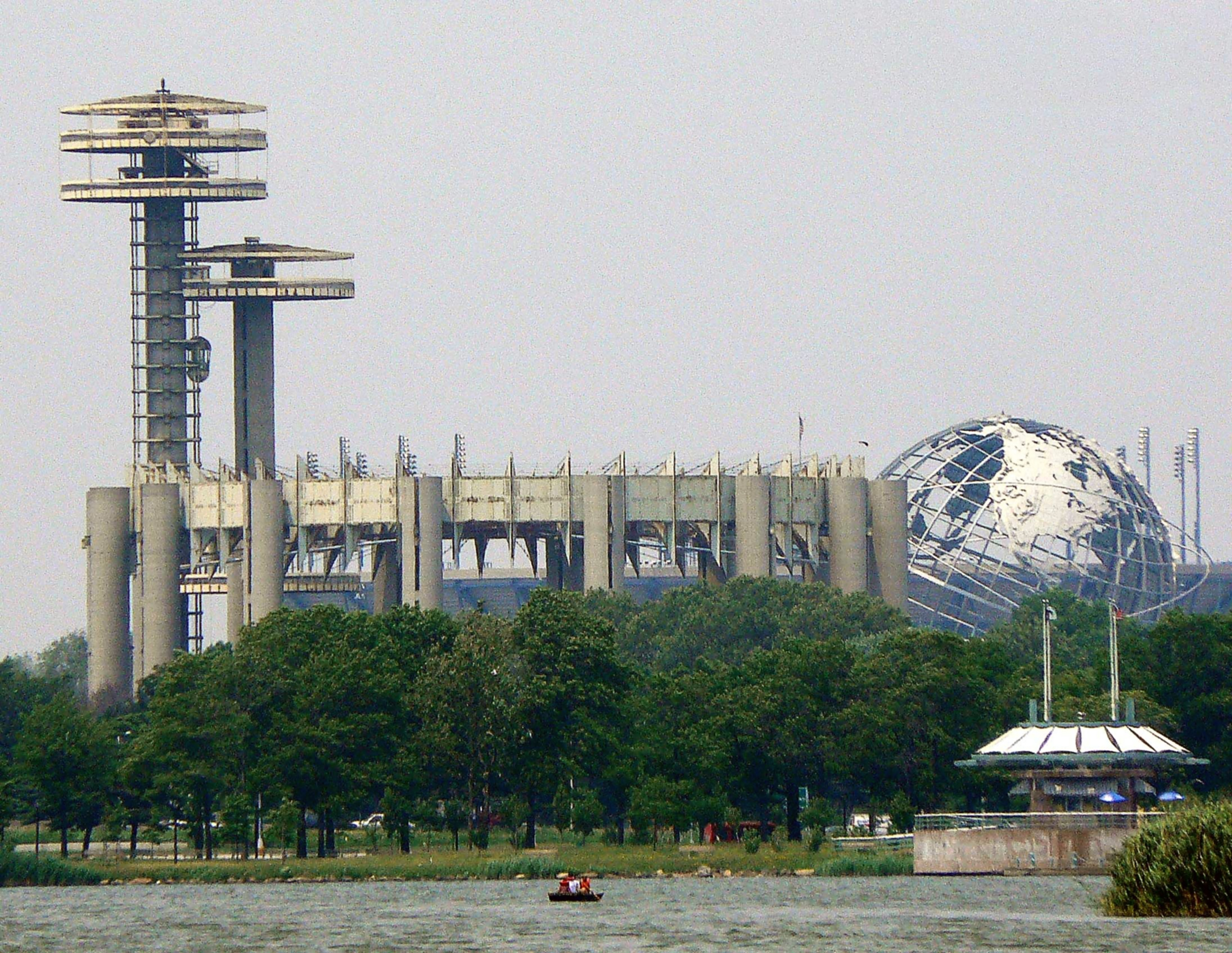
플러싱 메도스 코로나 파크

플러싱 메도스 코로나 파크(Flushing Meadows Corona Park)은 미국 뉴욕 퀸스의 플러싱에 있는 공원이다.